# József Vágó
József Vágó (30 giugno 1906 – 26 agosto 1945) è stato un calciatore ungherese, di ruolo difensore.

## Carriera

### Club
Tra il 1933 ed il 1937 ha giocato nella prima divisione ungherese con il Bocskay.

### Nazionale
Tra il 1934 ed il 1937 ha giocato 13 partite in nazionale; ha anche partecipato ai Mondiali del 1934.